# NGC 1287
NGC 1287 este o galaxie spirală situată în constelația Eridanul. A fost descoperită în 20 septembrie 1784 de către William Herschel. Se află la o distanță de 115,36 megaparseci de Pământ.